# Somosaguas

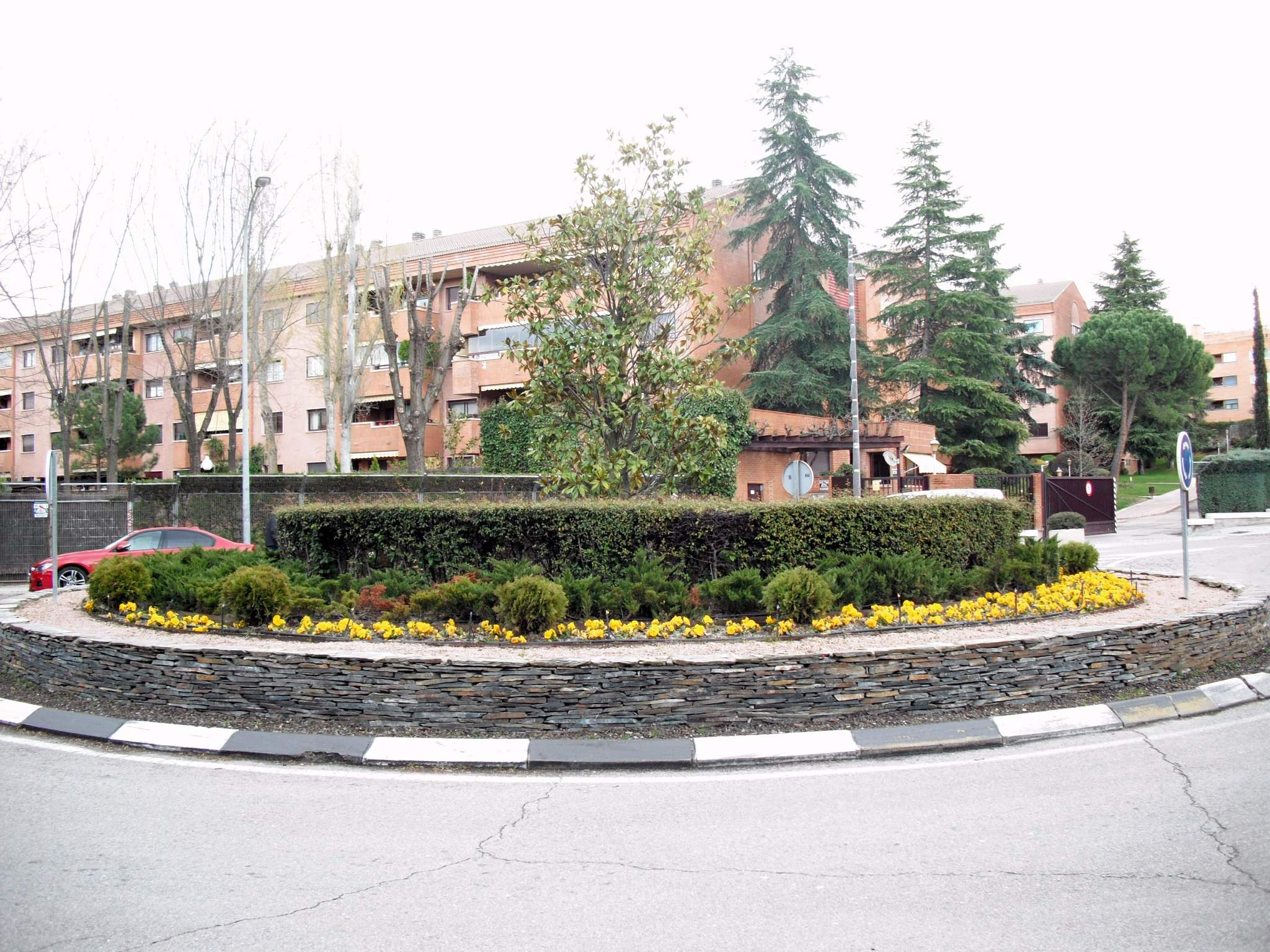
Calles residenciales de Somosaguas.

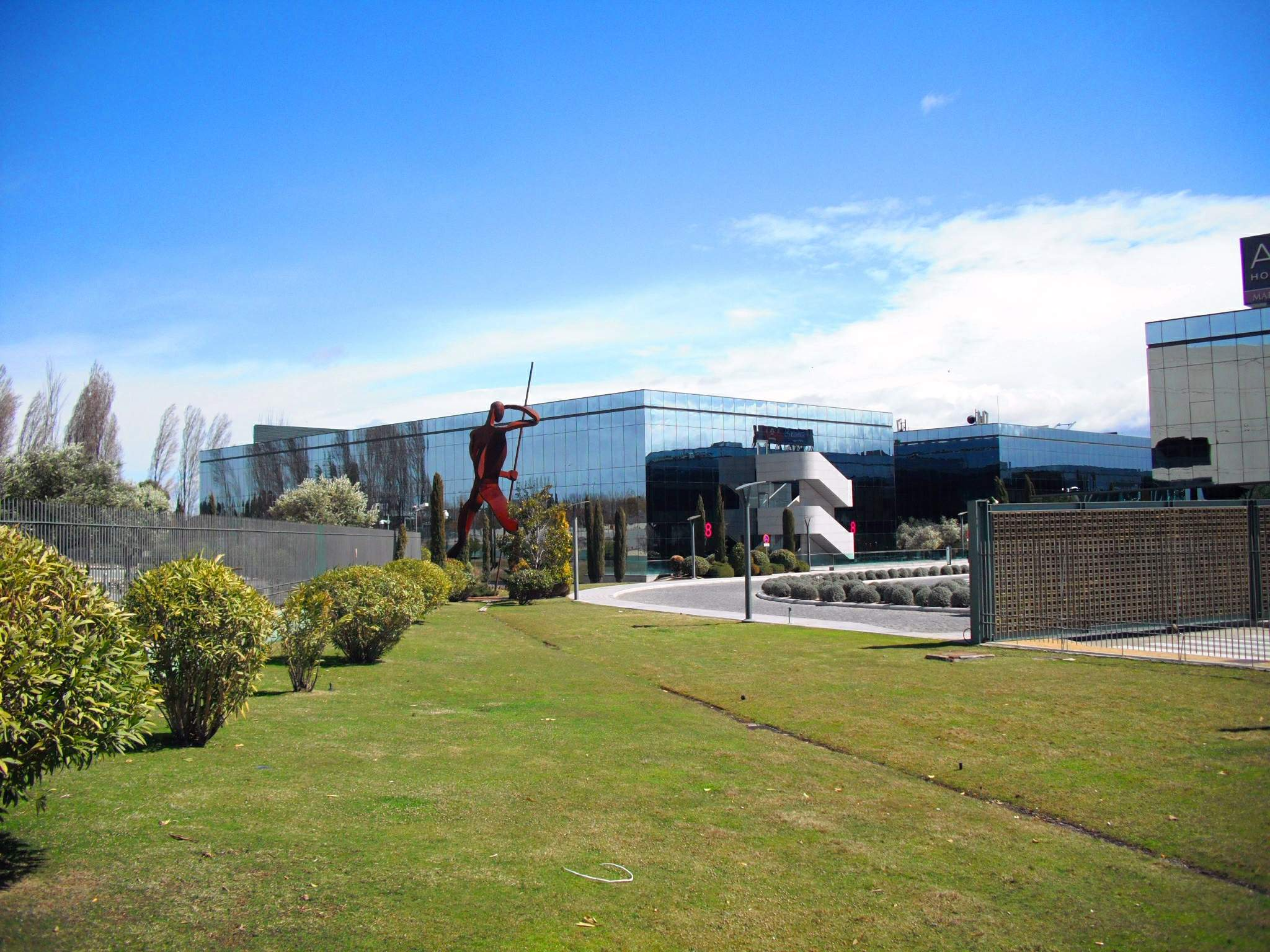
Parque empresarial La Finca, en Somosaguas.

Somosaguas es un conjunto de urbanizaciones de lujo situado en el municipio de Pozuelo de Alarcón (Comunidad de Madrid, España). Se trata de una de las áreas residenciales más exclusivas, cotizadas y de mayor coste de España junto con zonas de Málaga y Barcelona. Está situado en un enclave apartado del centro urbano de Pozuelo, con abundantes áreas verdes, como son la Casa de Campo y el Parque Forestal Adolfo Suárez. 
El conjunto se divide en dos urbanizaciones: "La Finca", habitual lugar de residencia de nuevas fortunas, mayormente en el ámbito deportivo y artístico, y "Somosaguas", lugar de concentración de la nobleza española y las élites socioeconómicas tradicionales madrileñas.

## Historia
En el siglo XIX perteneció al marqués de Larios y posteriormente, fue adquirida por un grupo inversor en el que se encontraba Juan Lladó (presidente del Banco Urquijo). Las urbanizaciones fueron promovidas en los años 1950 por el grupo de empresas al que pertenecía el desaparecido Banco Urquijo.
En esta localidad falleció el pintor y pastelista italiano Lorenzo Tiepolo en 1776, y fue lugar de residencia de los marqueses de Urquijo. Uno de los sucesos acaecidos con mayor repercusión mediática internacional fue el asesinato de los marqueses de Urquijo, en su casa del Camino Viejo el 1 de agosto de 1980.

## Instalaciones
En Prado de Somosaguas se halla el edificio de Radio Televisión Española (RTVE) de Prado del Rey y el campo de golf de Somosaguas. Por otro lado, el municipio alberga la exclusiva urbanización privada "La Finca", considerada la más segura e inaccesible de Europa, que da nombre al Parque empresarial La Finca, sede de algunas de las principales empresas como Microsoft, Orange y Accenture.
Somosaguas dispone de instalaciones deportivas de gran nivel como son el Centro Deportivo Valle de Las Cañas, Reebook Sport Place, Pozuelo Sports Club y su campo de baloncesto, donde ha entrenado el Real Madrid Baloncesto durante varios años.
Cuenta con obras valiosas de arquitectura, como la famosa casa "La Macarrona", una de las principales obras del conocido arquitecto Fernando Higueras, la casa "Santonja", la casa "Carvajal", del arquitecto Javier Carvajal, varias casas del prestigioso arquitecto Luis Gutiérrez Soto, y varias casas del famoso arquitecto Joaquín Torres. 
También se encuentra dentro de los límites de la urbanización, el Campus de Somosaguas de la Universidad Complutense de Madrid (UCM) con las facultades de Psicología, Económicas y Empresariales, Trabajo Social, Sociología y Ciencias Políticas, en la cual se ubica el yacimiento paleontológico de Somosaguas.

## Personalidades ilustres
"Somosaguas", la urbanización tradicional de la nobleza española y el "viejo dinero", es residencia habitual de numerosas personalidades famosas, tales como el duque de Arjona, los duques de Pastrana, los duques de la Victoria de las Amezcoas, la duquesa Doña Luisa de los Príncipes de Villena y Escalona y su hijo el duque Don Pedro, los marqueses de Bolarque, los marqueses de Valdueza, los marqueses de Casa Peñalver, los marqueses de Urquijo, los marqueses de Cirella, la familia Del Pino, la familia Álvarez de Toledo, Leopoldo Calvo-Sotelo, el fallecido José María Ruiz-Mateos y varios de sus hijos, Felipe González y su exmujer Carmen Romero, el fallecido Emilio Botín, Lydia Bosch, Luis Miguel Dominguín, Miguel Bosé, Carlos Sainz y el arquitecto Joaquin Torres así como el jurista Antonio García-Trevijano entre otros.

## Transporte

### Por carretera
Somosaguas se encuentra en la salida 38 de la M-40.
También se puede acceder por la Carretera de Castilla M-500 , la M-502 y la M-503.

### Transporte público
En Somosaguas hay tres paradas de la línea de metro ligero ML-2, que conecta la localidad con las estaciones de Colonia Jardín y Aravaca, además de las líneas H y A de la EMT y diversas líneas de autobuses interurbanos como las líneas 561A, 562, 563 y 658A. También es posible conectar con otras zonas del noroeste de Madrid como Majadahonda o Las Rozas.